# 7626 Іафе
7626 Іафе (7626 Iafe) — астероїд головного поясу, відкритий 20 серпня 1976 року.
Тіссеранів параметр щодо Юпітера — 3,173.